# Чечевица Пржевальского
Чечевица Пржевальского (лат. Urocynchramus pylzowi) — необычная воробьиная птица, обитающая в горах центрального-западного Китая. Русское видовое название в честь автора и первооткрывателя этой птицы, путешественника Н. М. Пржевальского. Латинское видовое название было дано Пржевальским в честь его спутника по экспедиции М. А. Пыльцова. В первоописании сам Пржевальский использовал не прижившееся русское название «снегиревидная стренатка».
Длительное время таксономическое положение вида оставалось неясным, породив различные тривиальные названия. В 2000 году было высказано предположение, что птица на самом деле должна рассматриваться не как представитель зябликовых или овсянковых, а как единственный вид монотипичного семейства Urocynchramidae, что было изначально предсказано в немецкой орнитологической литературе ещё в 1918 году Янушем Доманевским, а также Волтерсом в 1979 году. Это изменение было принято в шестом издании книги The Clements Checklist of Birds of the World и Международным союзом орнитологов.

## Описание и среда обитания
Чечевица Пржевальского — мелкая птица, внешне похожая на урагуса. В отличие от обычных чечевиц имеет длинное и неоднородное хвостовое оперение, где крайние перья намного короче, чем центральные. Присутствует половой диморфизм: у самцов ярко-розовые горло, грудь и брюшко. У самок и самцов спина и крылья буро-полосатые. В отличие от других чечевиц имеет тонкий клюв. Отличительной морфологической чертой семейства Urocynchramidae является периферическое первостепенное маховое перо; у зябликов и овсянок оно является рудиментом, однако у чечевицы Пржевальского составляет две трети от длины следующего пера.
Эта птица живёт на высоте от 3050 до 5000 метров, обычно парами в сезон размножения или небольшими стаями зимой. Согласно описанию Пржевальского песня птицы похожа на песню овсянки. Вид недостаточно изучен в дикой природе, и мало что известно о его поведении. Предположительно человеческие факторы не представляют угрозы птице, а в Красной книге она числится в списке видов под наименьшей угрозой.